# Битка при Вертинген
Битката при Вертинген е първото по-голямо сражение в Улмската кампания на Наполеон през 1805 г. На 8 октомври конницата на Мюра среща 12 батальона австрийски гренадири и 4 ескадрона кирасири, командвани от генерал Франц Ауфенберг. Австрийците, смятащи се в пълна безопасност, неочаквано се оказват обкръжени от многочислените френски засадници. Генералът необмислено строил своята дивизия в едно голямо каре с кирасири в ъглите и станал лесен за нападение.
Френските драгуни бързо и смело натиснали слабата вражеска конница, но все пак не успяват да пробият през карето. Опитът и на тежката конница на генерал Нансути не се увенчава с успех. Битката се проточва дълго, докато не дошъл маршал Удино със своите гренадири и артилерия, чийто огън измества вражеската конница от пътя. Карето било пробито, а в плен били взети 3000 души и цялата австрийска артилерия.